# Mai 2000
Portal Geschichte | Portal Biografien | Aktuelle Ereignisse | Jahreskalender | Tagesartikel

◄ |
19. Jahrhundert |
20. Jahrhundert
| 21. Jahrhundert

◄ |
1970er |
1980er |
1990er |
2000er
| 2010er | 2020er | 2030er | ►

◄ |
1996 |
1997 |
1998 |
1999 |
2000
| 2001 | 2002 | 2003 | 2004 | ►

◄ |
Februar 2000 |
März 2000 |
April 2000 |
Mai 2000 |
Juni 2000 |
Juli 2000 |
August 2000 |
►
Dieser Artikel behandelt tagesbezogene Nachrichten und Ereignisse im Mai 2000.

## Tagesgeschehen

### Montag, 1. Mai 2000
- Hamburg/Deutschland: Matthias Seidel gründet das Unternehmen transfermarkt.de. Das Ziel ist eine umfassende Online-Datenbank zum Thema Fußball.[1][2]
- Klagenfurt/Österreich: Die Delegierten des Parteitags der FPÖ wählen Susanne Riess-Passer zur Nachfolgerin ihres scheidenden Parteiobmanns Jörg Haider.[3]
- Washington, D.C./Vereinigte Staaten: Der Deutsche Horst Köhler wird geschäftsführender Direktor des Internationalen Währungsfonds.[4]

### Dienstag, 2. Mai 2000
- Stuttgart/Deutschland: Im United States European Command in Stuttgart-Vaihingen wird das Kommando über den Supreme Allied Commander Europe von Wesley Clark an Joseph W. Ralston weitergegeben.[5]

### Donnerstag, 4. Mai 2000
- London/Vereinigtes Königreich: Bei der ersten Direktwahl des Bürgermeisters von Groß-London entscheiden sich die Stimmberechtigten für Ken Livingstone, der vor wenigen Wochen aus der Partei der Arbeit ausgeschlossen wurde.[6]
- Manila/Philippinen: Der Computerwurm Loveletter, bekannter unter dem Pressenamen I-LOVE-YOU, kommt in den Umlauf und verbreitet sich explosionsartig.

### Freitag, 5. Mai 2000
- Ankara/Türkei: Die Große Nationalversammlung wählt den parteilosen Verfassungsrichter Ahmet Necdet Sezer zum neuen Staatspräsidenten.[7]

### Samstag, 6. Mai 2000
- Berlin/Deutschland: Im Endspiel des DFB-Pokals im Olympiastadion Berlin siegt der FC Bayern München 3:0 gegen den Titelverteidiger SV Werder Bremen.[8]

### Sonntag, 7. Mai 2000

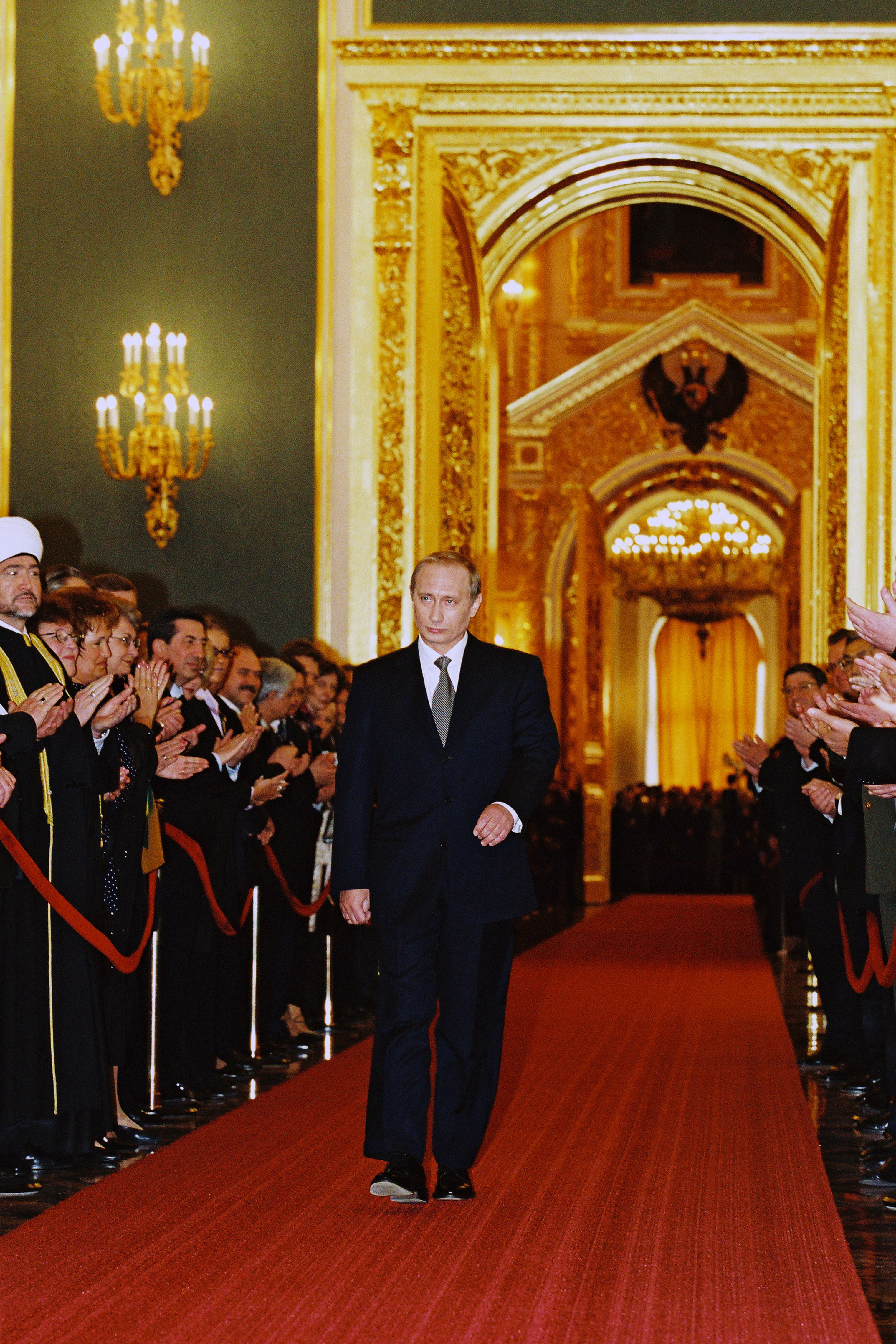
Wladimir Putin auf dem Weg zur Vereidigung als Präsident Russlands

- Moskau/Russland: Der aus einer Volkswahl im März hervorgegangene neue Präsident Russlands Wladimir Putin von der Partei Einiges Russland wird im Moskauer Kreml in sein Amt eingeführt. Putin war seit Dezember 1999 kommissarischer Amtsinhaber und trat im März 2000 als unabhängiger Bewerber auf das höchste politische Amt in Russland an.[9]

### Dienstag, 9. Mai 2000

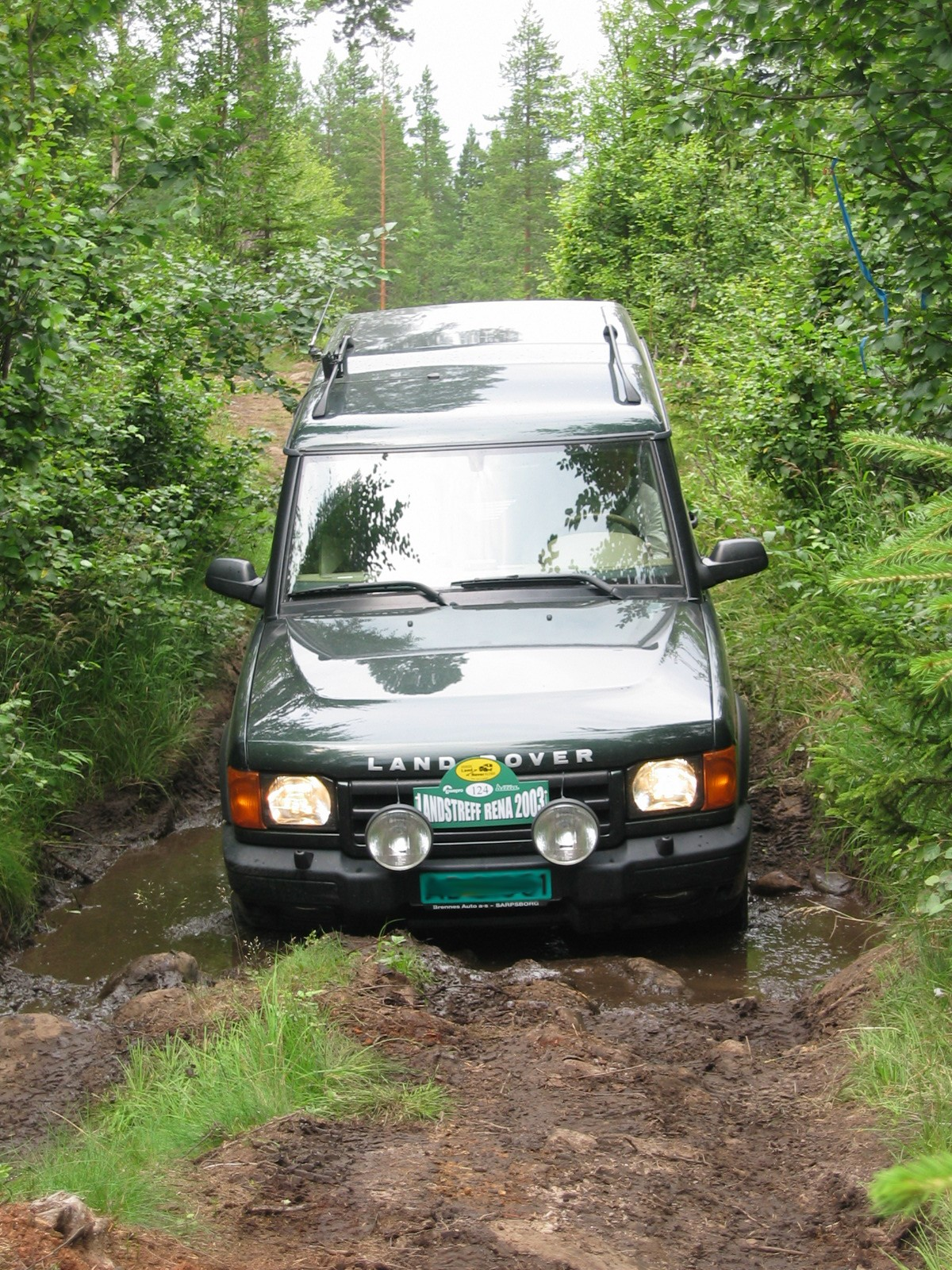
Die Marke Land Rover geht von BMW an Ford

- Solihull/Vereinigtes Königreich: Nach Abspaltung von der BMW Group entsteht der Automobilhersteller MG Rover. BMW verkaufte vor der Abtrennung die Marke Land Rover an die Ford Motor Company.[10]

### Donnerstag, 11. Mai 2000
- Johannesburg/Südafrika: Das Musical African Footprint feiert in Anwesenheit des südafrikanischen Präsidenten Thabo Mbeki im neu eröffneten Globe Theatre seine Premiere. Es erzählt von Aufbruch, Hoffnung und Neubeginn in Südafrika.
- Neu-Delhi/Indien: Laut indischer Zensusbehörde überschritt um 9:01 Uhr MESZ-Zeit die Einwohnerzahl von Indien 1 Milliarde Menschen.[11]

### Samstag, 13. Mai 2000
- Enschede/Niederlande: Bei einer Explosion in einer Feuerwerksfabrik werden Teile der Stadt zerstört.[12]
- Stockholm/Schweden: Das Duo Olsen Brothers gewinnt in der „Globenarena“ für Dänemark das Finale im 45. Grand Prix Eurovision de la Chanson.[13]
- Vatikanstadt: Papst Johannes Paul II. tritt eine Reise ins portugiesische Dorf Fátima an, um das Geheimnis der Marienerscheinung von 1917 zu enthüllen. Er will dafür auch mit der 92-jährigen mutmaßlichen Augenzeugin Lúcia dos Santos sprechen.[14]

### Sonntag, 14. Mai 2000
- Düsseldorf/Deutschland: Bei der Landtagswahl in Nordrhein-Westfalen landet die SPD mit 42,8 % der Stimmen vor der CDU mit 37 % und der FDP mit 9,8 %. Ministerpräsident Wolfgang Clement zufolge soll die rot-grüne Koalition fortgesetzt werden.[15]
- Sankt Petersburg/Russland: Die Tschechische Republik wird Eishockey-Weltmeister durch einen 5:3-Sieg gegen die Slowakei.[16]

### Montag, 15. Mai 2000
- Jerewan/Armenien: Präsident Robert Kotscharjan ernennt Andranik Markarjan von der Republikanischen Partei zum neuen Premierminister. Dessen Vorgänger Aram Sarkissjan amtierte bis Anfang des Monats.[17]

### Dienstag, 16. Mai 2000
- Ankara/Türkei: Der parteilose Richter Ahmet Necdet Sezer wird als zehnter Präsident der Republik Türkei vereidigt.[18]
- Wien/Österreich: Im Ernst-Happel-Stadion gewinnt der Grazer AK gegen den SV Austria Salzburg das ÖFB-Cupendspiel mit 6:5 nach Elfmeterschießen.[19]

### Mittwoch, 17. Mai 2000
- Kopenhagen/Dänemark: Der Galatasaray SK Istanbul gewinnt den Fußball-UEFA-Cup nach einem 4:1 im Elfmeterschießen im Finalspiel gegen den Arsenal FC aus London.[20]
- Moskau/Russland: Das Unterhaus der Föderationsversammlung wählt den im Dezember 1999 vom damals noch kommissarisch regierenden Präsidenten Wladimir Putin ohne Parlamentswahl zum Ministerpräsidenten ernannten Michail Kassjanow offiziell zum Ministerpräsidenten.[21]
- Eutin/Deutschland: Auf der Bundesstraße 76 ereignet sich mit 11 Toten der bislang schwerste Straßenverkehrsunfall in Schleswig-Holstein.[22]

### Freitag, 19. Mai 2000
- Frankfurt am Main/Deutschland: Das Ende der Dotcom-Blase führt dazu, dass der Aktienindex DAX erstmals seit Mitte Januar mit einem Schlussstand unterhalb der Marke von 7.000 Punkten notiert. Seit seinem Höchststand im März gab er damit um circa 13 % nach.[23]
- Suva/Fidschi: Ein Putsch unter Beteiligung des Militärs gegen die Regierung beginnt.[24]
- Cape Canaveral/Vereinigte Staaten: Das Space Shuttle Atlantis hebt zur Mission STS-101 vom Kennedy Space Center zur Internationalen Raumstation ab.

### Samstag, 20. Mai 2000
- Charlotte/Vereinigte Staaten: Der Filmschauspieler und Präsident der „Nationalen Gewehr-Vereinigung Amerikas“ (NRA) Charlton Heston begeistert die Audienz beim 129. Treffen der Vereinigung, als er die Nachbildung einer Langwaffe über seinem Kopf schwenkt und erklärt, diese werde man ihm erst „aus seinen kalten, toten Händen“ abnehmen können, womit er einen seit 30 Jahren geläufigen NRA-Slogan zitiert.[25]
- München/Deutschland: Der FC Bayern München feiert nach einem 3:1-Sieg gegen Werder Bremen die Deutsche Fußballmeisterschaft 2000. Die Mannschaft von Bayer 04 Leverkusen, der ein Unentschieden zum Titelgewinn gereicht hätte, verliert bei ber SpVgg Unterhaching mit 0:2.[26]
- Taipeh/Taiwan: Chen Shui-bian von der Demokratischen Fortschrittspartei wird als neuer Präsident vereidigt. Die Zeremonie bedeutet eine Zeitenwende, denn alle taiwanesischen Staatsoberhäupter vom 20. Mai 1948 bis heute gehörten der Nationalen Volkspartei Chinas an.[27]

### Sonntag, 21. Mai 2000

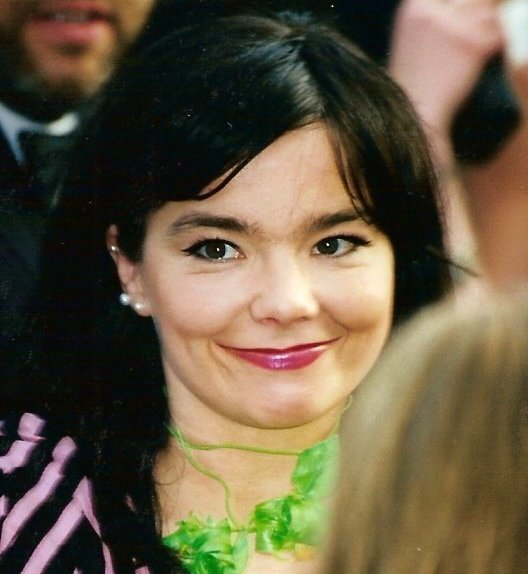
Björk Guðmundsdóttir

- Cannes/Frankreich: Der Film Dancer in the Dark des dänischen Regisseurs Lars von Trier mit der Sängerin Björk Guðmundsdóttir in der Hauptrolle wird bei den 53. Internationalen Filmfestspielen mit der Palme d’or ausgezeichnet.[28]
- Genf/Schweiz: Der FC St. Gallen steht bei noch drei ausstehenden Spieltagen wegen des Unentschiedens des Zweitplatzierten FC Basel beim Servette FC Genf vorzeitig als Schweizer Fussballmeister 2000 fest. Die Mannschaft von St. Gallen gewann ihr letztes Spiel mit 2:1 gegen den FC Luzern.[29]

### Dienstag, 23. Mai 2000

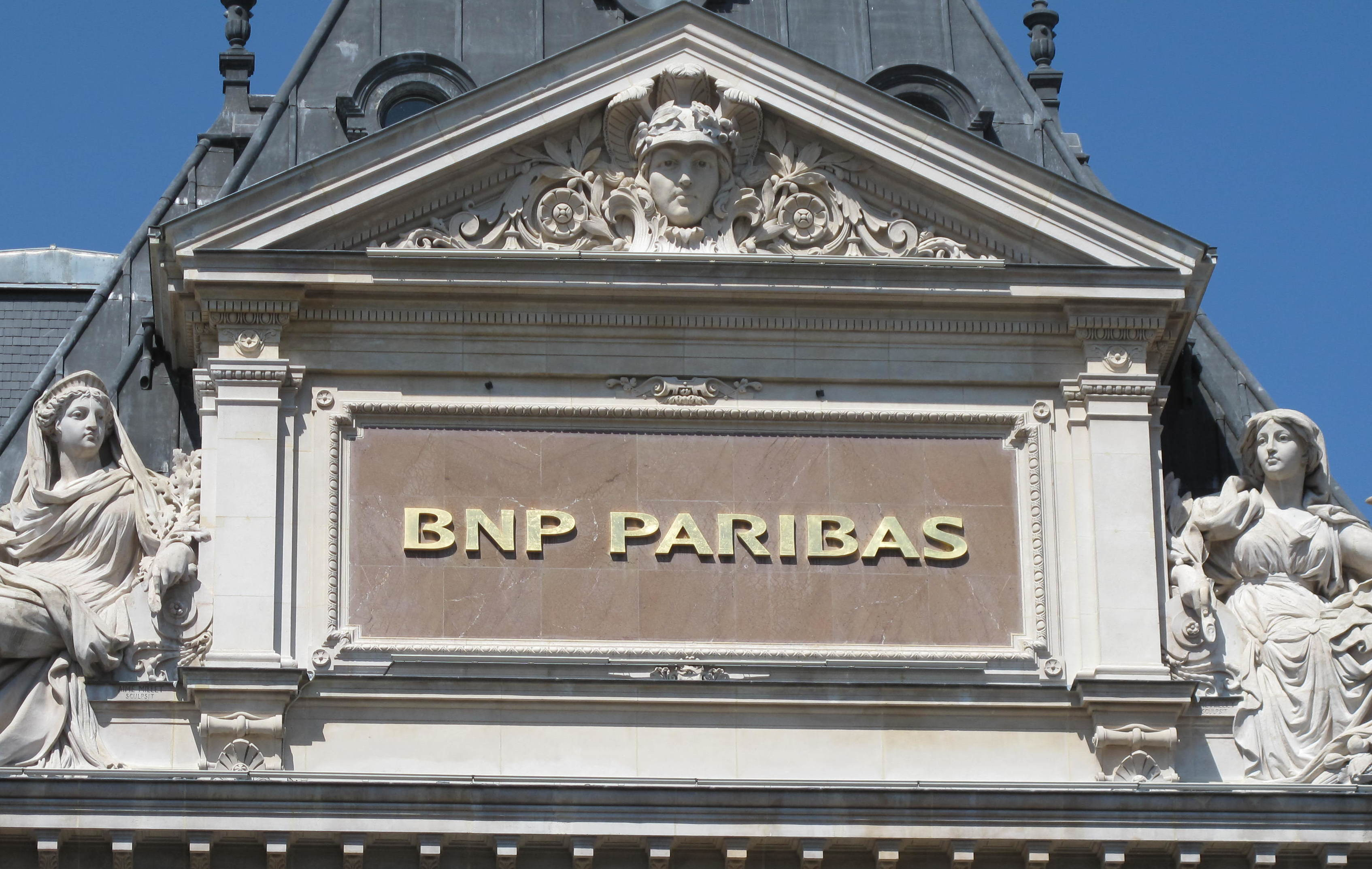
BNP Paribas, die neue Großbank in Frankreich

- Paris/Frankreich: Die „Banque Nationale de Paris“ (BNP) und die Bank „Paribas“ fusionieren zur BNP Paribas.[30]

### Mittwoch, 24. Mai 2000
- Saint-Denis/Frankreich: Real Madrid schlägt den Valencia CF im Finale der UEFA Champions League mit 3:0. Das Spiel findet vor rund 80.000 Zuschauern im Stade de France statt.[31]
- Sierra Leone: Die Kriegsberichterstatter Kurt Schork und Miguel Gil Moreno de Mora werden durch einen Hinterhalt der Revolutionary United Front getötet. Die Reporter waren im Auftrag der Nachrichtenagentur Reuters unterwegs um aus dem Bürgerkrieg in Sierra Leone zu berichten.[32]

### Donnerstag, 25. Mai 2000
- Brüssel/Belgien: Mit der Unterschrift von Außenminister Tonino Picula wird Kroatien in die Partnership for Peace (deutsch Partnerschaft für den Frieden) zwischen dem Militärbündnis NATO und überwiegend bündnisfreien Staaten aufgenommen.[33]
- Südlicher Libanon: Israel zieht seine Militärkräfte aus dem Nachbarland ab und beendet die Besetzung.
- Manila/Philippinen: Ein Luftpirat bringt einer Maschine der  Philippine Airlines von Davao City nach Manila in seine Gewalt. Nachdem er Wertgegenstände entwenden konnte, versuchte er mit einem selbstgebauten Fallschirm zu entkommen und starb bei dem Absturz aus dem Flugzeug.[34]

### Samstag, 27. Mai 2000
- Innsbruck/Österreich: Der FC Tirol Innsbruck wird Österreichischer Fußballmeister 2000.
- Skopje/Mazedonien: In der Champions League im Frauen-Handball sichern sich die Spielerinnen von Hypo Niederösterreich den Titel des Europapokalsiegers der Landesmeister mit einem 22:20-Sieg im Finalrückspiel gegen den Verein Kometal Gjorče Petrov Skopje.[35]

### Sonntag, 28. Mai 2000
- Mitteleuropa: Das Sturmtief Ginger zieht mit orkanartigen Böen über Deutschland und die Beneluxstaaten hinweg. Mindestens fünf Menschen sterben durch die Auswirkungen des Sturms.[36]

### Mittwoch, 31. Mai 2000

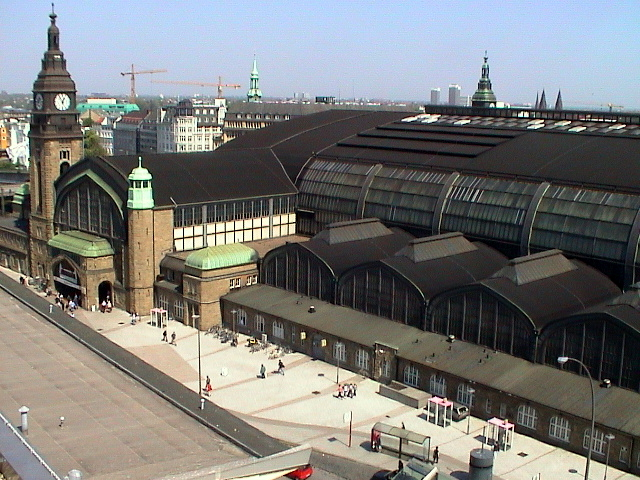
Hamburg im Mai 2000

- Hamburg/Deutschland: Der 94. Deutsche Katholikentag unter dem Motto „Sein ist die Zeit“ beginnt.[37]
- Wasserbillig/Luxemburg: In einer Kita kommt es zu einer Geiselnahme, erst nach 28 Stunden kann eine Spezialeinheit diese beenden. Der Täter wird später zu 22 Jahren Haft verurteilt.[38]